# Jacques Scheuer
 (décembre 2024).
Pour les articles homonymes, voir Scheuer.
Jacques Scheuer, né en 1942 à Bruxelles, est un jésuite belge, théologien, philosophe, et indianiste. Spécialiste des religions et philosophies asiatiques, il est professeur émérite de l'Université catholique de Louvain . 

## Biographie
Jacques Scheuer est né à Bruxelles en 1942. Après des études en philosophie à Louvain et en théologie à Pune, en Inde, il poursuit ses recherches en Inde et au Japon. Élève de Madeleine Biardeau et de Charles Malamoud à la 5e section de l’École pratique des hautes études à Paris, il obtient un doctorat en sciences indiennes à Paris 3 – Sorbonne Nouvelle. Sa dissertation doctorale porte sur le rôle et la signification de Śiva dans l’épopée hindoue.
Professeur d’histoire des religions et des philosophies de l’Asie à la Faculté de théologie et d'étude des religions de l'UCLouvain, il a également enseigné comme professeur invité aux Facultés Loyola à Paris.

## Publications principales
Jacques Scheuer est l’auteur de plusieurs ouvrages sur les religions et philosophies asiatiques, notamment :
- Śiva dans le Mahâbhârata (Presses Universitaires de France, 1982).
- L’Inde entre hindouisme et bouddhisme : quinze siècles d’échanges (Bruxelles, Académie royale de Belgique, 2013).
- Un chrétien dans les pas du Bouddha (Lessius, 2010).
- Thomas Merton : un veilleur à l’écoute de l’Orient (Lessius, 2015).
- Une traversée des Upanishad (Les Deux Océans, 2019).
- Sagesse et compassion : Les deux ailes du bouddhisme, préface Philippe Cornu, (Les Deux Océans, 2021).
- Parole et silence : Un patrimoine de l’Inde hindoue (Almora / Les Deux Océans, 2022).
- La Mort vivante : Vie et mort dans la spiritualité indienne (Almora, parution le 13.02.2025).

## Sources
- « Portrait de Jacques Scheuer », sur jesuites.com (consulté le 23 décembre 2024)
- « Publications de Jacques Scheuer », sur Cairn.info (consulté le 23 décembre 2024)
- « Jacques Scheuer », sur UCLouvain (consulté le 23 décembre 2024)
- « Biographie sur Vies Consacrées », sur Vies Consacrées (consulté le 23 décembre 2024)